# Василий (герцог Неаполя)
Василий (лат. Basilius, итал. Basilio; умер в 666) — первый достоверно известный герцог Неаполя (661—666).

## Биография
Единственный раннесредневековый исторический источник, сообщающий о Василии — «Хроника герцогов Беневенто, Салерно, Капуи и Неаполя». В ней он назван герцогом Неаполя, возведённым в эту должность византийским императором Константом II и правившим пять лет.
По мнению современных историков, использовавших в своих изысканиях и другие источники, освещающие историю Апеннинского полуострова в середине VII века, Василий мог быть уроженцем Неаполя и до начала 660-х годов находиться на византийской военной службе. В то время территория Кампании, крупнейшим городом которого был Неаполь, неоднократно подвергалась нападениям со стороны ланобардских герцогов Беневенто. Эта постоянная угроза в 661 году заставила городскую знать передать всё управление городом в руки лица, хорошо знакомого с военным делом. Таким человеком оказался Василий, тогда, возможно, бывший военным губернатором Неаполя. До этого же (приблизительно со времени подавления мятежа Иоанна Компсина в 616 или 617 году) город находился под управлением местных епископов. В работах историков Нового времени упоминались несколько персон, в VI—VII веках, якобы, занимавших должность герцога Неаполя. Однако современные медиевисты именно Василия считают первым правителем Неаполя, кто соединил в своих руках гражданскую и военную власть над городом. Анализ исторических источников показывает, что Василий был полновластным правителем в своих владениях, в значительной степени самостоятельным от императорского двора в Константинополе. Более же ранние персоны (такие как Маврентий, Гудескальк, Гудуин и Анатолий) были или дуксами или военными магистрами: то есть, по большей части, только командующими находившимися в Кампании византийскими войсками.
Первое упоминание Василия как герцога Неаполя относится к периоду не позднее 31 августа 661 года. В 663 году изменения в управлении Неаполем были лично одобрены императором Константом II. В «Истории лангобардов» Павла Диакона и «Liber Pontificalis» сообщается, что этот правитель Византии, ведший тогда войну с лангобардским королём Гримоальдом и его сыном, герцогом Беневенто Ромуальдом I, первым из восточных императоров посетил Апеннинский полуостров. Констант II дважды приезжал в Неаполь: в первый раз в самом начале поездки, во второй раз — по пути на Сицилию, уже после своего визита в Рим. Находясь в Неаполе, император реорганизовал систему управления византийскими владениями в Кампании. Правителем этих земель он поставил Василия, передав под его власть не только Неаполь и его окрестности, но и города Кумы, Амальфи, Гаэта, Сорренто и несколько других. В административном плане Неаполитанское герцогство было подчинено Равеннскому экзархату, правитель которого был наместником византийского императора в Италии.
О правлении Василия каких-либо свидетельств в средневековых источниках не сохранилось. Не сообщается даже о том, сражался ли он в 663 году в неудачной для византийцев битве при Форино, хотя в источниках упоминается об участии в ней отрядов из Неаполя. Предполагается, что хотя по повелению Константа II все свои действия Василий должен был согласовывать с экзархом Равенны Феодором I Каллиопой, в действительности герцог имел в управлении вверенными ему территориями очень большую самостоятельность.
Известно, что с 660-х годов в Неаполе начинает функционировать монетный двор. Изготовленные здесь монеты содержат портрет византийского императора и надписи на латинском и греческом языках. Вероятно, разрешение на создание монетного двора дал герцогу Василию император Констант II. Таким образом, Неаполь стал одним из трёх италийских городов (наряду с Равенной и Римом), получивших от императоров Византии право изготовлять собственные монеты. Монетный двор в Неаполе просуществовал до 1870 года.
Василий скончался в 666 году. Предполагается, что после его смерти неаполитанская знать сама избрала из своих рядов нового герцога, Феофилакта I, а император позднее только одобрил этот выбор.

## Комментарии
1. ↑  Епископом Неаполя в 653/654—671/672 годах был святой Адеодат[1][2][3][4].